# Acacia beckleri
Acacia beckleri är en ärtväxtart som beskrevs av Mary Douglas Tindale. Acacia beckleri ingår i släktet akacior, och familjen ärtväxter. Inga underarter finns listade i Catalogue of Life.